# 斑胸田鸡

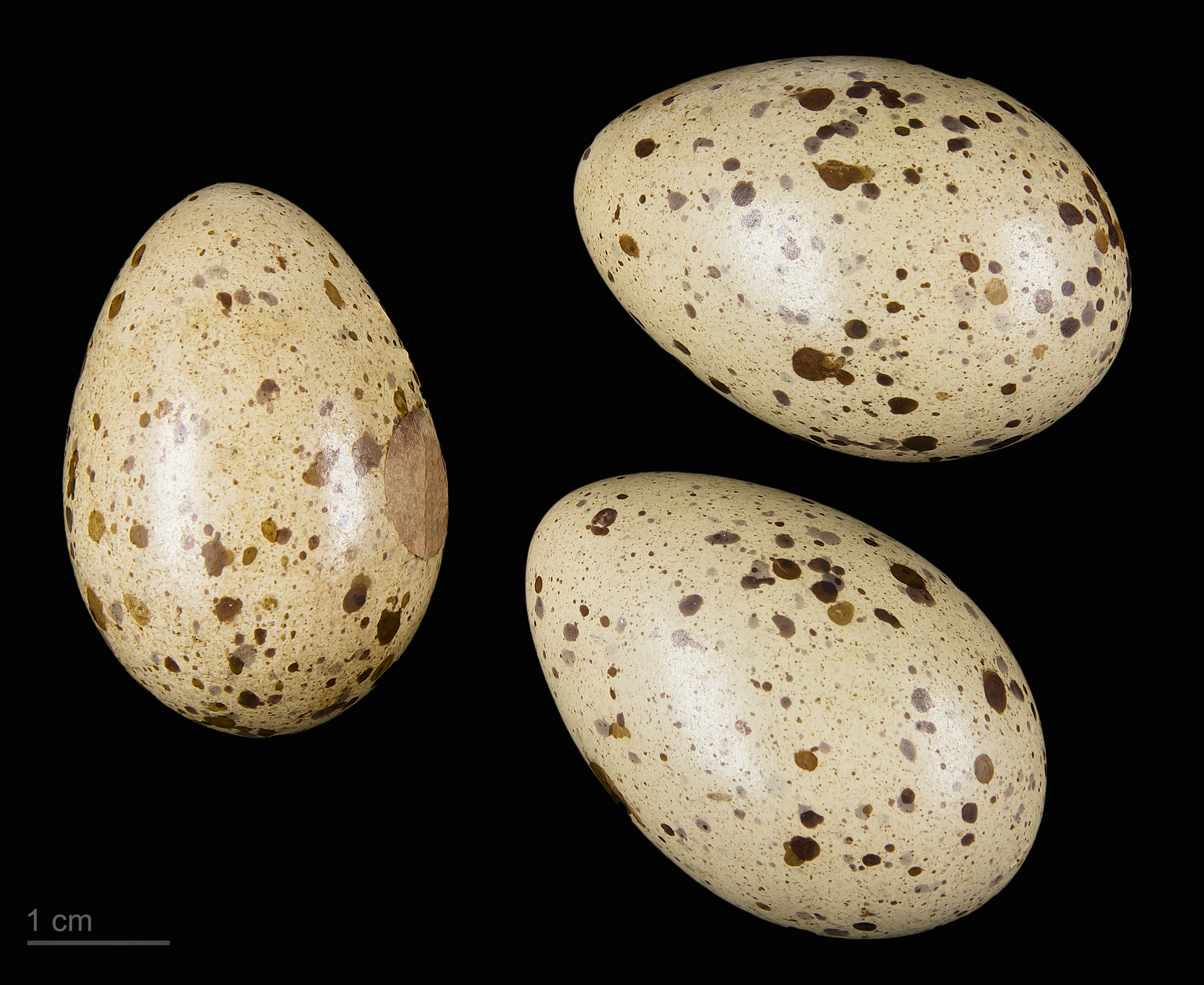
卵

斑胸田鸡（学名：Porzana porzana）为田鸡属的鸟类。该物种的模式产地在法国，在欧亚非大陆都有踪迹，但分布区50%都在欧洲。体长19—22.5 cm（7.5—8.9英寸）。

## 分類
其學名來源於威尼斯語中對小型秧雞的稱呼。

## 描述
斑胸秧雞體長19—22.5 cm（7.5—8.9英寸），比西方秧雞稍小，易於識別，因其喙短直，基部為紅色，喙為黃色。成鳥的上部大多為棕色，胸部為藍灰色，兩側有黑色斑紋和白色斑點。牠們有綠色的長趾腿，尾巴短且下部為米黃色。
未成熟的斑胸秧雞與成鳥相似，但藍灰色部分被棕色取代。剛孵出的幼鳥為黑色，與所有秧雞一樣。
唯一可能混淆的物種是索拉秧雞，它是來自北美洲的罕見迷鳥。然而，索拉秧雞缺乏胸部斑點，且頭頂無斑紋條。

## 習性
斑胸秧雞的繁殖棲地是遍布於溫帶歐洲至西亞洲的沼澤和莎草床。牠們在沼澤植物的乾燥處築巢，每窩產下6至15顆蛋。此物種為遷徙性鳥類，冬季遷往非洲和巴基斯坦。
這些鳥類用喙在泥土或淺水中探尋，也會靠視覺拾取食物。牠們主要以昆蟲和水生動物為食。
斑胸秧雞在繁殖季節非常隱秘，多為聽到其聲而非見其形。此時牠們會發出具重複性、類似鞭聲的獨特叫聲。牠們在遷徙途中較易被觀察到。

## 保護
斑胸秧雞是《非歐亞遷移性水鳥協定》涵蓋的物種之一。西歐的種群數量近幾十年來有所下降，如今在英國已成為非常稀有的繁殖鳥類。